# Лицар Керрі

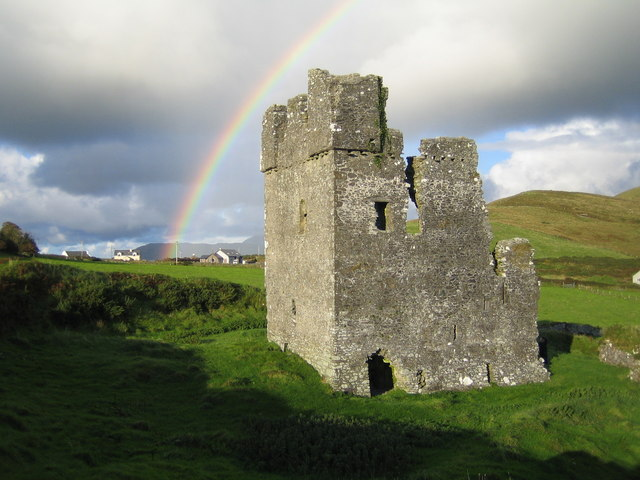
Замок Рагіннейн – резиденція лицарів Керрі в 1500 – 1650 роках.

Лицарі Керрі (англ. - Knight of Kerry, ірл. - Ridire Chiarraí) – лицарі Харрай, Зелені Лицарі – одна з трьох спадкових лицарських династій, що існували в Ірландії з феодальних часів. Нормансько-валійсько-ірландського походження. Належали до династії (клану) Фіцджеральдів. Крім Зелених Лицарів існувало ще дві гілки спадкових лицарів Ірландії, що теж походять з арисмтократичної династії Фіцджеральдів. Інші гілки це: Білі Лицарі (носили прізвище Фіцгіббон) – династія вимерла в XIX столітті, та Чорні Лицарі – вони ж Лицарі Глін, династія вимерла 2001 року. Всі три аристократичні лицарські титули і династії були створені графами Десмонд для своїх родичів – бічних гілок Фіцджеральдів.
Сер Моріс Буде Фіц Джон – І лицар Керрі був позашлюбним сином (бастардом) Джона Фіцджеральда – І барона Десмонд, лорда Конелло (загинув в 1261 році під час битви під Калланн), сина Томаса Фіцморіса, сина Моріса Фіцджеральда – лорда Ланстефана, сина принцеси Нест ферх Ріс Дехебарт та Джеральда де Вінзора.

## Найвідоміші люди з династії Лицарів Керрі
- Сер Моріс Буде Фіц Джон – І лицар Керрі
- Сер Річард Фіц Моріс – ІІ лицар Керрі
- Сер Моріс Фіц Річард – III лицар Керрі, одружився з Маргарет де Курсі в 1382 році.
- Сер Едмонд Фіц Моріс – IV лицар Керрі
- Сер Ніколас Фіц Моріс – V лицар Керрі, володів посадою єпископа Ардферт у 1408 році.
- Сер Джон Кех Фіц Ніколас – VI лицар Керрі
- Сер Моріс Фіц Джон – VII лицар Керрі
- Сер Джон Фіц Моріс – VIII лицар Керрі, отримав посаду єпископа Ардферт 20 листопада 1495 року.
- Сер Вільям Фіц Джон – IX лицар Керрі
- Сер Джон Фіцджеральд – Х лицар Керрі, помер 7 вересня 1595 року.
- Сер Вільям Фіцджеральд – XI лицар Керрі, помер 6 листопада 1640 року.
- Сер Джон Фіцджеральд – XII лицар Керрі.
- Сер Джон Фіцджеральд – XIII лицар Керрі.
- Сер Моріс Фіцджеральд – XIV лицар Керрі.
- Сер Джон Фіцджеральд – XV лицар Керрі (1706 – 1741)
- Сер Моріс Фіцджеральд – XVI лицар Керрі (1734 – 1779)
- Сер Роберт Фіцджеральд – XVII лицар Керрі (1717 – 1781)
- Сер Моріс Фіцджеральд – XVIII лицар Керрі (1772 – 1849)
- Сер Петер Джордж Фіцджеральд – І баронет Валенції, XIX лицар Керрі (1808 – 1880)
- Сер Моріс Фіцджеральд – ІІ баронет Валенції, XX лицар Керрі (1844 – 1916)
- Сер Джон Петер Джеральд Моріс Фіцджеральд – III баронет Валенції, XXI лицар Керрі (1884 – 1957)
- Сер Артур Генрі Брінслі Фіцджеральд – IV баронет Валенції, XXII лицар Керрі (1885 – 1967)
- Сер Джордж Петер Моріс Фіцджеральд – V баронет Валенції, XXIII лицар Керрі (1917 – 2001)
- Сер Адріан Джеймс Ендрю Деніс Фіцджеральд – VI баронет Валенції, XXIV лицар Керрі (народився в 1940 році)